# ميدان ديزنغوف

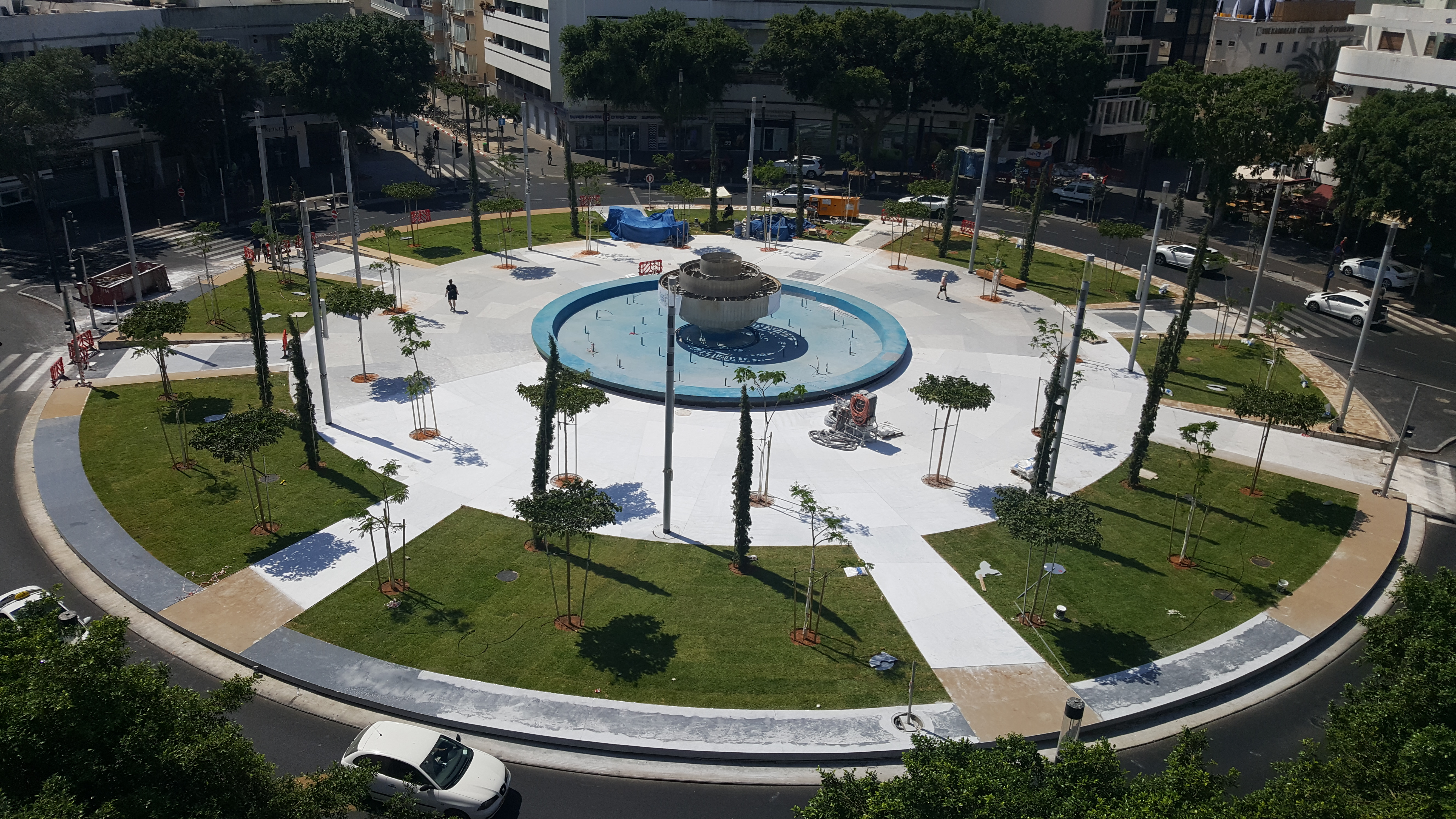
ميدان ديزنغوف عام 2018، بعد إعادة بناءه

ميدان ديزنغوف (بالعبرية: כִּכָּר דִיזֶנְגוֹף‏) (واسمه الرسمي ميدان زينا ديزنغوف) هو ميدان رئيسي في تل أبيب، وهو ملتقى ثلاث شوارع هي شارع ديزنغوف، وشارع رينيس وشارع بينسكر. وهو أحد الميادين الرئيسية في المدينة، تم بناؤه عام 1934  وافتتح عام 1938.

## التسمية
سمى ميدان ديزنغوف على اسم زينا زوجة مائير ديزنغوف، أول عمدة لتل أبيب. واسمه الأصلي في الثلاثينات كان «نجم تل أبيب» نظرا لشكله المربع - وهو منعطف التقاء ستة شوارع.

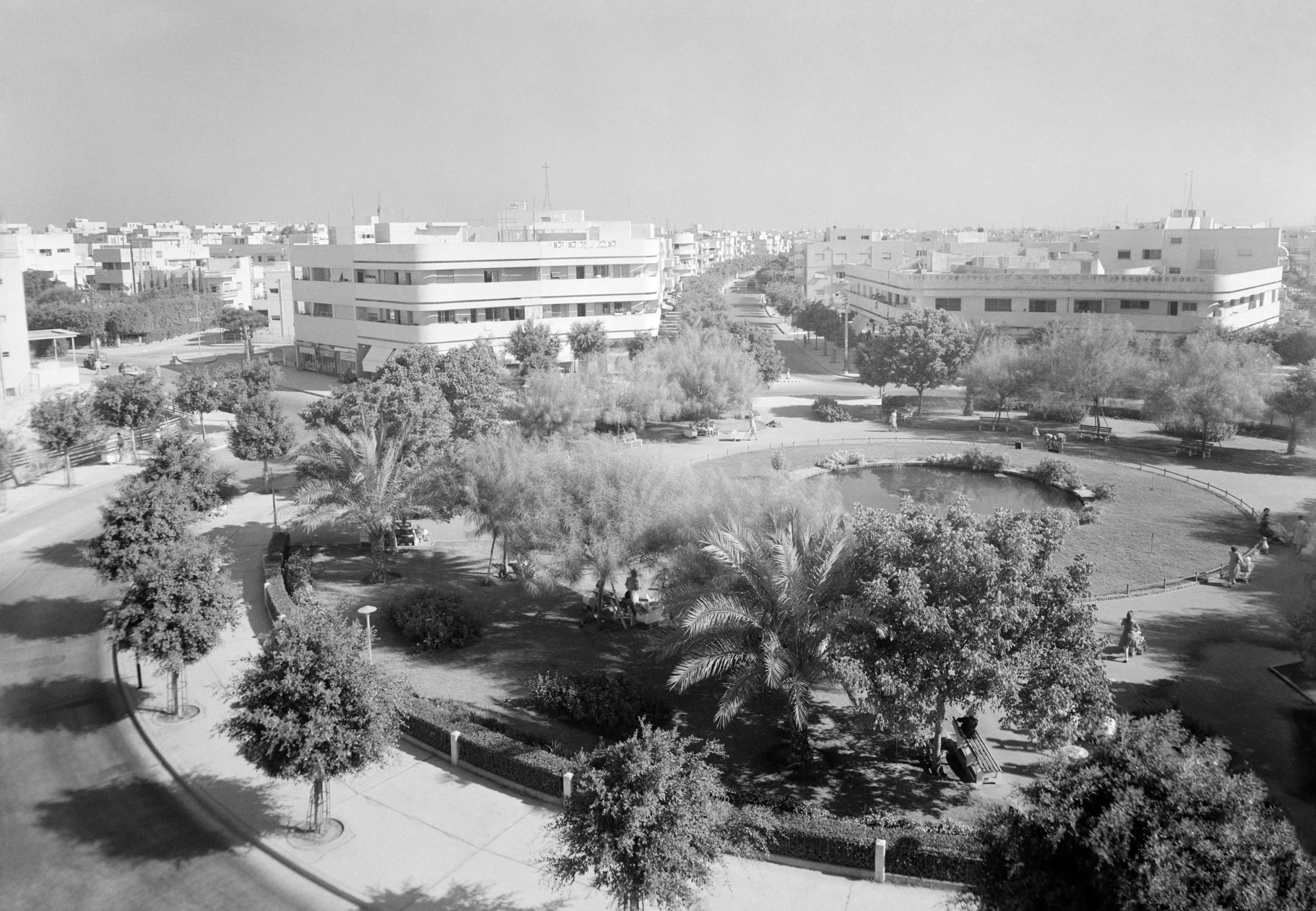
ميدان ديزنغوف، تم تصويره بين عامي 1940 و 1946.

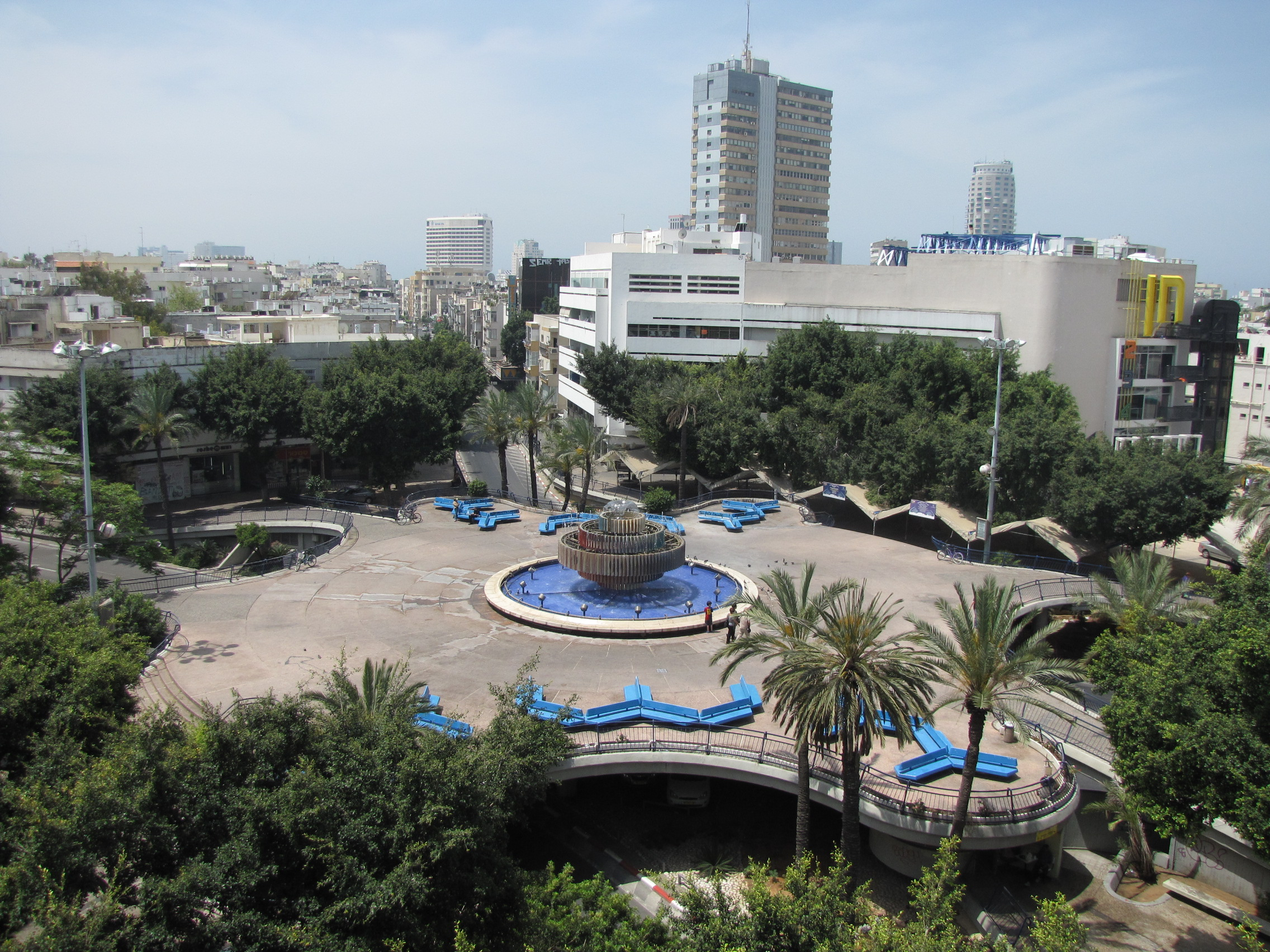
صورة توضح التصميم السابق بمستويات مقسمة (2010)

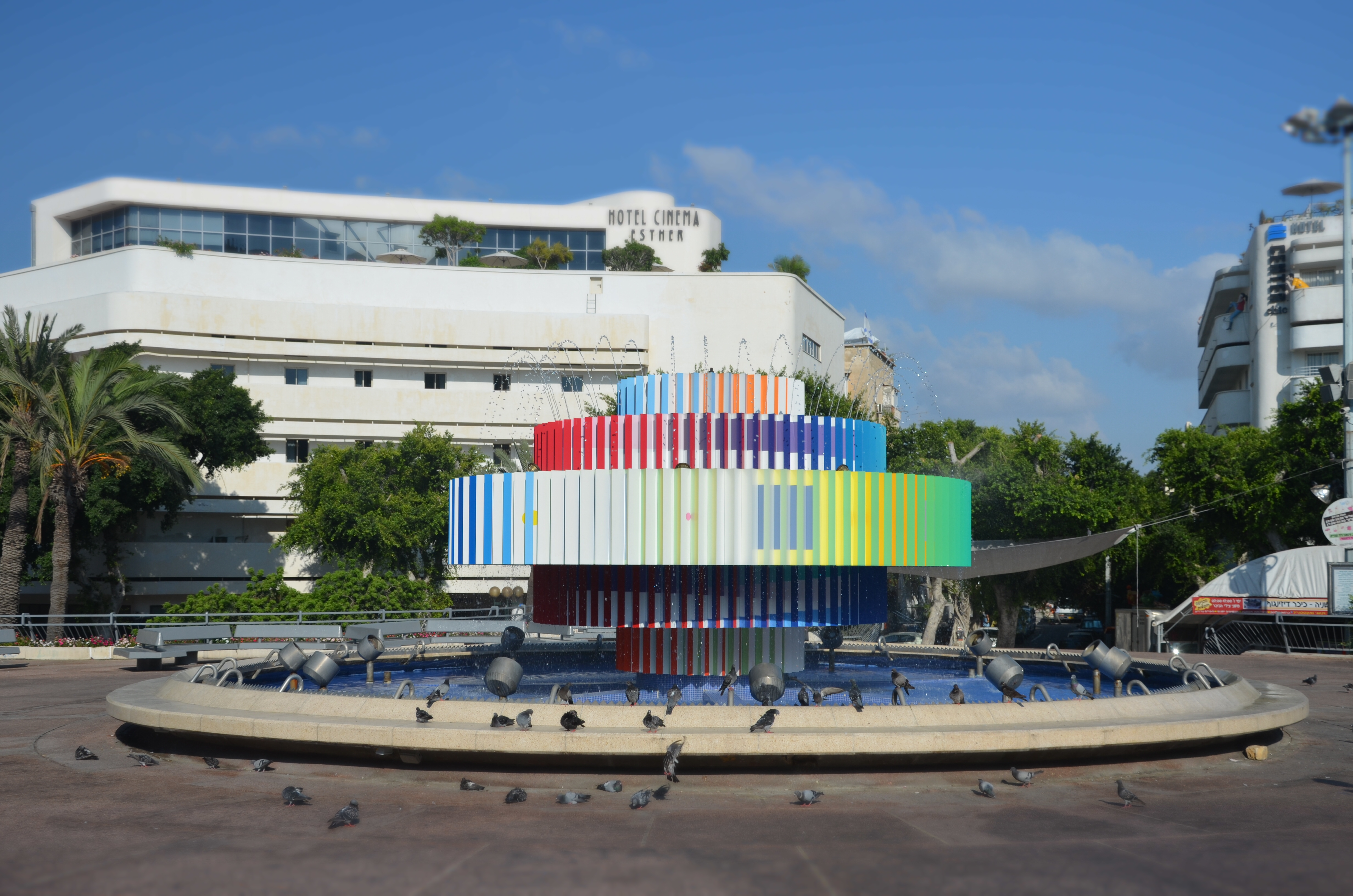
"نافورة النار والماء" في ميدان ديزنغوف، وخلفها دار سينما "إستير" (2012).

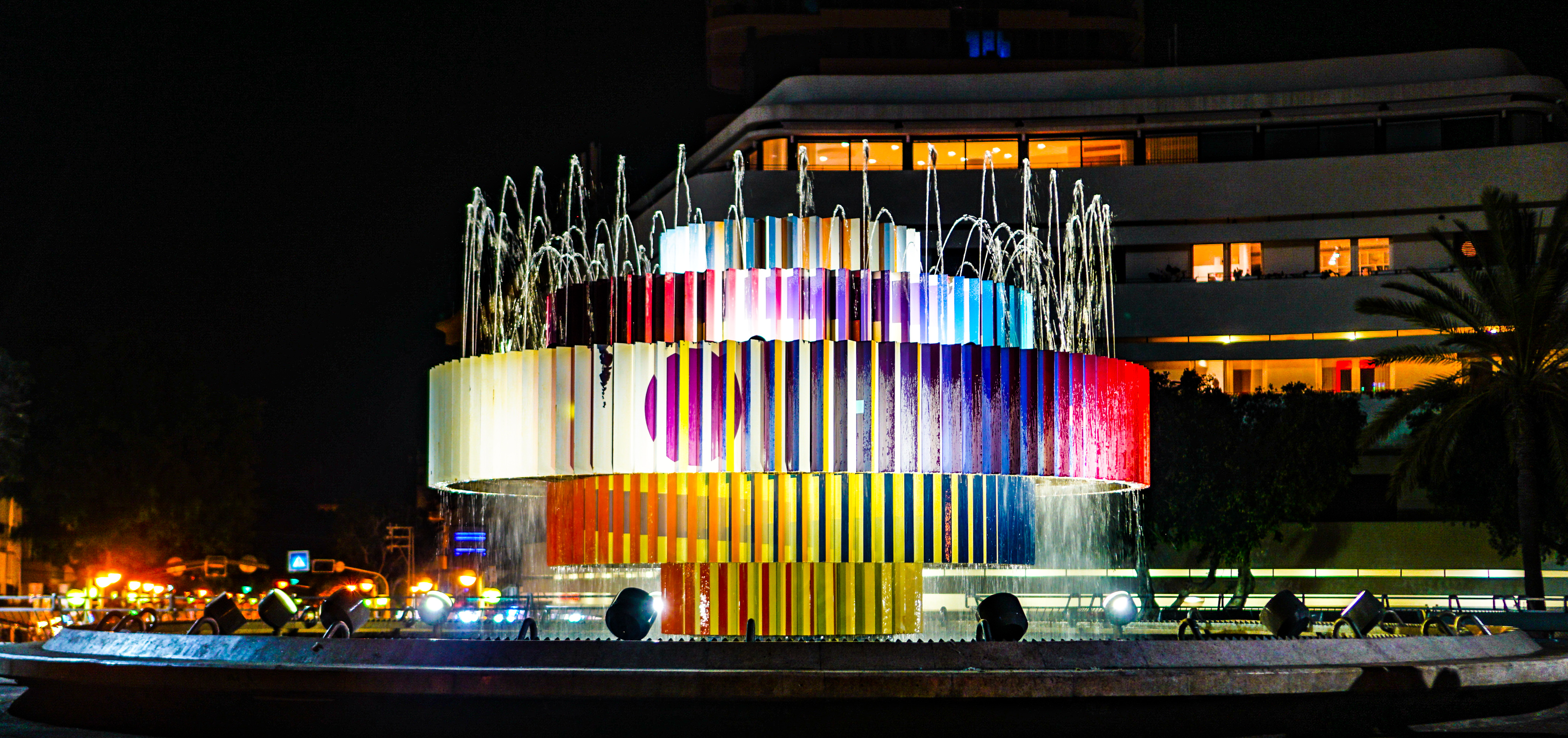
نافورة الماء والنار (2016)